# Republic Pictures
Republic Pictures (também conhecida como Republic Entertainment, Inc.) é atualmente um selo de aquisições de distribuições de filmes da Paramount Global. No passado foi uma empresa subsidiária e uma marca comercial estadunidense usada em distribuição de filmes independentes, programas de televisão e vídeo. Originariamente foi uma corporação de distribuição e produção de filmes, com equipamentos e instalações especializada em filmes B, principalmente faroestes e seriados. Lançou algumas produções mais ambiciosas, algumas que se tornaram historicamente relevantes tais como Macbeth de Orson Welles.

## História da corporação
A Republic Pictures foi fundada em 1935 por Herbert J. Yates, um experimentado investidor em cinema e espetáculos musicais, fundador e presidente da Consolidated Film Industries. A Republic foi o resultado da união de seis pequenos estúdios que ainda produziam filmes mudos (Eram conhecidos em inglês por Poverty Row).
Nos piores momentos da Depressão dos anos de 1930, os laboratórios de Yates serviram a muitos desses pequenos estúdios. Em 1935 Yates viu a chance de liderar suas próprias produções de cinema. Seis companhias "poverty-row" (Monogram, Mascot, Liberty, Majestic, Chesterfield e Invincible) dependiam totalmente do laboratório de Yates. Yates propôs a seus clientes que se juntassem sob sua liderança (caso contrário, poderia executar suas faturas e levá-los à falência) e assim surgiu a nova companhia, Republic Pictures Corporation, baseada na ação colaborativa e direcionada para as produções de baixo orçamento.

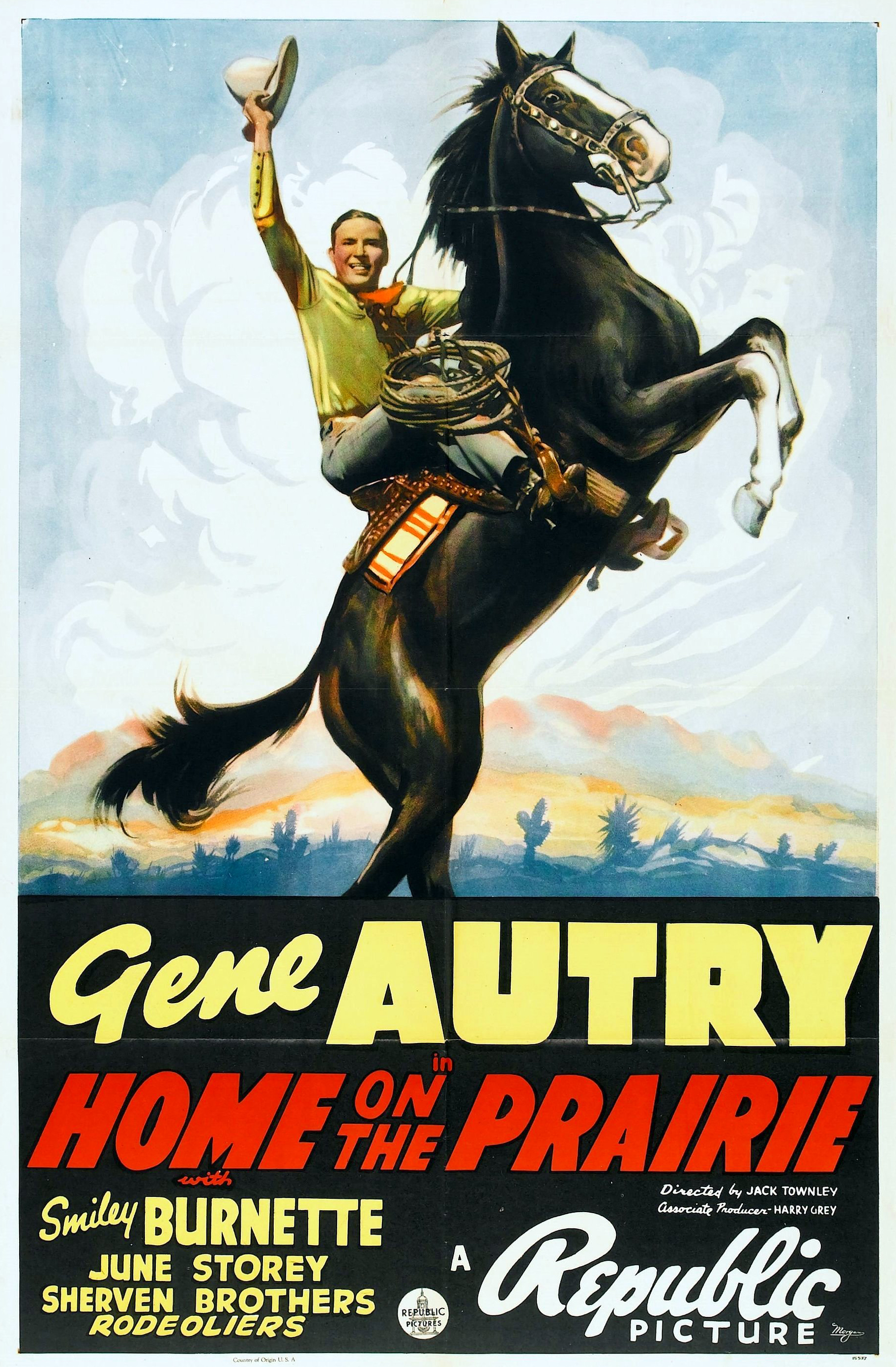
Cartaz de um filme de Gene Autry

A maior das componentes da Republic, a Monogram Pictures, era conduzida por Trem Carr e W. Ray Johnston, especialistas em filmes "B" e que controlavam a sua distribuição nacionalmente. O melhor técnico era Nat Levine da Mascot Pictures Corporation, que havia produzido muitos seriados desde os anos de 1920 e possuía equipamentos de primeira classe que foram de  Mack Sennett-Keystone e que se encontravam em Studio City. Mascot descobrira Gene Autry e o tinha sob contrato como astro "singing cowboy", ou caubói cantor. Larry Darmour da Majestic Pictures alugava cenários, o que dava a suas produções pobres um bom acabamento. A Republic tomou o logotipo do "Liberty Bell" da Liberty Films de M. H. Hoffman (que não deve ser confundida com a produtora de Frank Capra Liberty Films, que assinou a produção do filme It's a Wonderful Life (atualmente de propriedade da Republic)). O sexteto era complementado pelas Chesterfield Pictures e Invincible Pictures, duas companhias irmãs sob controle comum, que faziam melodramas e mistérios de realização precária. A Republic começou então com uma equipe montada, com experiência em filmes B estreladas por atores coadjuvantes das grandes produções e artistas promissores, um completo sistema de distribuição e um estúdio em operação. Em troca dessa associação, foi prometida aos participantes a chance de realizarem filmes de maior orçamento.
Depois de assumir aos poucos as rédeas da produção e da distribuição dos filmes, tomando o controle de seus parceiros, Yates começou a intervir cada vez mais no departamento de filmagens, o que provocou dissensão entre os sócios. Carr e Johnston deixaram a Republic e reativaram a Monogram Pictures; Darmour retomou as produções independentes da Columbia Pictures; Levine saiu e nunca se recuperou da perda de seu estúdio, sendo que seus atores contratados e equipe estavam agora todos ligados a Republic e Yates. Livre dos sócios, Yates tocou sozinho o estúdio.
Republic adquiriu a Brunswick Records a fim de que a mesma gravasse em disco as canções de  Gene Autry e Roy Rogers e contratou Cy Feuer como o chefe do departamento de música.

## Filmes

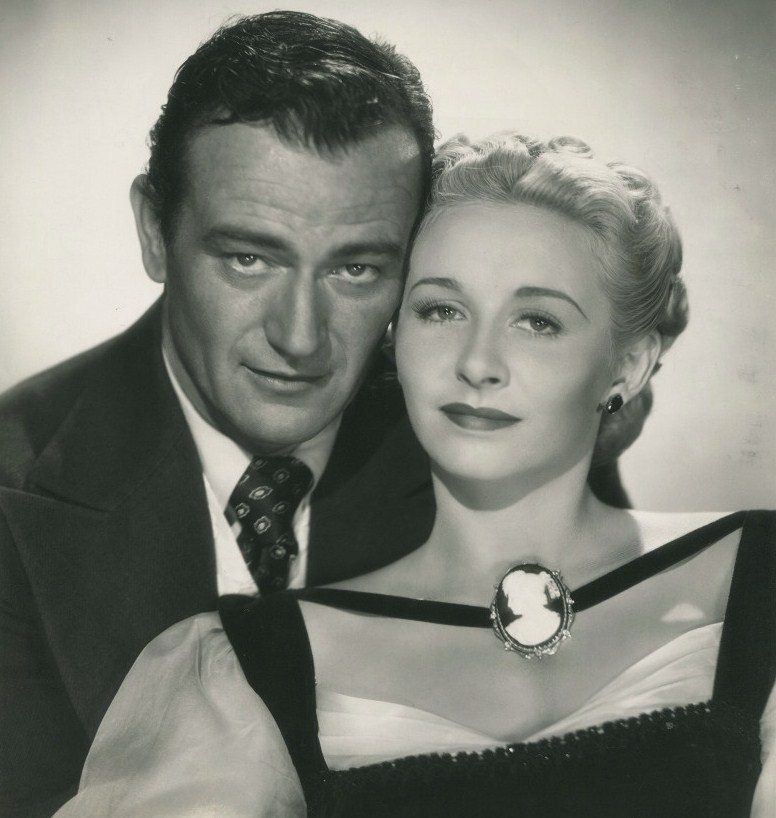
John Wayne e Vera Ralston em foto promocional do filme Dakota de 1945

Em seus primeiros anos a Republic manteve-se com o aspecto de mais uma "poverty row" e deu continuidade a produção de filmes B e seriados. A Republic, contudo, mostrava um interesse maior em seguir as produções dos grandes estúdios e possuía maior orçamento do que os produtores independentes. O grande apelo da companhia eram os faroestes, que contavam com um elenco eficiente de artistas tais como  John Wayne, Gene Autry, Rex Allen e Roy Rogers, reconhecidos como os astros do estúdio. A partir da segunda metade dos anos de 1940, Yates conseguiu realizar filmes de melhor qualidade e orçamentos maiores: The Quiet Man, Sands of Iwo Jima, Johnny Guitar e The Maverick Queen.
Desde 1941 a Republic contava em seus filmes com Vera Hruba Ralston, uma patinadora olímpica tcheca contratada inicialmente para competir com a bem-sucedida atriz Sonja Henie, e que conseguiu conquistar Yates e se tornar a sua segunda esposa em 1949. Yates tentou lançá-la como atriz dramática, colocando-a em parceria com importantes atores e promovendo-a como a "mulher mais bonita do cinema", mas o charme dela se perderia em meio aos inúmeros filmes que estrelara. John Wayne, anos mais tarde, teria dito que deixara a Republic em 1952 por não concordar em fazer outro filme com a atriz - ele já participara de dois. Não obstante, Yates continuou como seu defensor e Vera Ralston apareceria nos filmes até a última produção da Republic.
A maioria dos filmes da Republic foi feita em preto-e-branco. The Red Pony (1949) e The Quiet Man (1952), que contaram com um orçamento maior, foram feitos em  Technicolor. Nos anos de 1940 e 1950, Yates utilizara o menos custoso Trucolor, como em Johnny Guitar (1954), The Last Command e Magic Fire (1956).
Com o aumento dos custos de produção, Yates classificaria suas produções em quatro categorias: "Jubilee", geralmente um faroeste filmado em sete dias a um custo de  $50.000, "Anniversary", filmado em quatorze ou quinze dias, na faixa de $175.000 e $200.000, "Deluxe" que eram os principais filmes, com orçamento em torno de  $500.000; e "Premiere", com diretores que não eram do estúdio e podiam assumir produções de 1 milhão de dolares.. Havia produções independentes que eram assumidas pela Republic para a distribuição.

## Advento da televisão
A Republic foi um dos primeiros estúdios de Hollywood a oferecer suas produções cinematográficas para exibição em televisão. Em 1951 a Republic organizou a subsidiária Hollywood Television Service, para negociar os direitos dos filmes, geralmente faroestes e ação e suspense. A Hollywood Television Service produziu programas de televisão no mesmo estilo dos filmes e seriados da Republic, como The Adventures of Fu Manchu (1956).  Embora a Republic se mostrasse bem adaptada para produzir séries de TV, faltou-lhe capital e visão empresarial que lhe permitissem prosperar. Durante esse período a Republic produziu Commando Cody: Sky Marshal of the Universe, uma produção que conseguiu ser vendida como seriado de 12 partes para a NBC. A MCA (organizada em 1952) passou a exercer forte influência nos estúdios, pois trazia grandes investidores para os filmes.
Com o declínio da demanda dos filmes B, a Republic começou a diminuir o ritmo das produções: de 40 filmes anuais no início dos anos de 1950, ela passou para dezoito em 1957. Em 1958, Herbert Yates informou a seus acionistas que a produção estava terminada; os escritórios de distribuição seriam fechados no ano seguinte. No início dos anos de 1960, a Republic vendeu seu acervo de filmes para a National Telefilm Associates (NTA). Tendo alugado os estúdios para produção de séries por anos, a CBS comprou-os da Republic; hoje eles são conhecidos como  CBS Studio Center. Em 2006 eles se tornaram a sede das redes de Los Angeles, KCBS-TV e KCAL-TV.
A principal empresa do grupo, a Republic Corporation, sobreviveu alguns anos assumindo outros negócios de Yates, inclusive os laboratórios da Consolidated Film Laboratories e industrias de fabricação de eletro-domésticos. 
No início dos anos de 1980, a NTA redistribuiu a maior parte da cinemateca da Republic para uso na nascente televisão a cabo e em 1986 organizou-se como produtora e comprou o nome e o logotipo da Republic Pictures. A unidade produtora de TV preparou para a CBS as séries Beauty and the Beast e o programa de jogos Press Your Luck (os direitos das séries posteriores foram revertidos para a  FremantleMedia). Foram feitos alguns poucos filmes incluindo Freeway, Ruby in Paradise e Bound.
Comprada pela Spelling Entertainment de Aaron Spelling, a Republic venceu uma disputa de renovação dos direitos autorais do filme de 1946 da RKO de Frank Capra It's a Wonderful Life; (com a NTA já haviam sido adquiridos os negativos, trilha sonora e a história original, "The Greatest Gift").
Pouco depois, Spelling consolidou suas muitas divisões e reduziu a Republic Pictures para uma marca comercial. A divisão de vídeos Republic terminou em 1995, sendo alugado o seu acervo para a Artisan Entertainment, enquanto a cinemateca continuou a ser comercializada sob o nome de Republic, com o mesmo logotipo. Ao fim da década, a Viacom comprou a parte de Spelling, tornando-a uma divisão da Paramount. A Artisan (mais tarde vendida a Lions Gate Home Entertainment), continuou com o nome e o logotipo da Republic enquanto a cinemateca foi licenciada para a Paramount.[carece de fontes?]
A Republic Pictures possui um catálogo de 3.000 filmes e séries de TV, incluindo a original cinemateca da Republic (exceto os catálogos de Roy Rogers e Gene Autry) e o da Worldvision Enterprises, inclusive o catálogo pré-1973 da NBC (que conta com Bonanza e Little House on the Prairie). Outros títulos são: (The Fugitive, The Streets of San Francisco, High Noon e Copacabana) e catálogo da NTA (desenhos Fleischer, It's a Wonderful Life, etc.) e os direitos internacionais da antologia de horror de 1982 Creepshow (a Warner Bros. Pictures detém os direitos locais).
Em 2008, a Republic permanece como nome da companhia distribuidora da Paramount Motion Pictures Group, uma divisão da Viacom.
Os direitos de vídeo dos filmes da Republic estão divididos: a Universal Studios Home Entertainment é proprietária dos direitos no Reino Unido, enquanto a Paramount é a distribuidora para América Latina e Austrália.

## Retorno
A partir de 2023 a Paramount Global anunciou que iria reviver a marca Republic Pictures, com a intenção de servir como o selo de aquisições da empresa, lançando títulos adquiridos pela Paramount Global Content Distribution , semelhante ao modelo de distribuição de, entre outras empresas, Stage 6 Filmes ou American International Pictures .

## Filmes notáveis da Republic Pictures

### Décadas de 1930 e 1940
- Under Western Stars (1938)
- Melody Ranch (1939)
- Dark Command (1940)
- Ice Capades (1941, estréia de Vera Hruba)
- Flame of Barbary Coast (1945)
- Angel and the Badman (1947)
- Macbeth (1948), estrelado e dirigido por Orson Welles
- Wake of the Red Witch (1948)
- The Fighting Kentuckian (1949)
- Sands of Iwo Jima (1949)
- The Red Pony (1949)

### Década de 1950
- Rio Grande (1950)
- The Wild Blue Yonder (1951)
- I Dream of Jeanie (1952)
- The Quiet Man (1952)
- Johnny Guitar (1954)
- The Last Command (1955)
- Track the Man Down (1955)
- The Maverick Queen (1956)

### Década de 1990
- Ruby in Paradise (1993)
- Live Nude Girls (1995)
- Bound (1996)
- Freeway (1996)